# Spilosmylus nipponensis
Spilosmylus nipponensis is een insect uit de familie watergaasvliegen (Osmylidae), die tot de orde netvleugeligen (Neuroptera) behoort. 
Spilosmylus nipponensis is voor het eerst wetenschappelijk beschreven door Okamoto in 1914. De soort komt voor in Japan.